# Pol-e Rostam
Pol-e Rostam (پل رستم; „Brücke des Rostam“) ist ein Ort in der Provinz Nuristan in Afghanistan. 
Der Ortsname bezieht sich auf Rostam, einen mythischen Sagenhelden aus dem „Königsbuch“ (Schāhnāme), dem persischen Nationalepos von Firdausi.